# Hur snabbt, o Gud, vår tid förgår
Hur snabbt, o Gud, vår tid förgår är en nyårspsalm i sex verser som tillskrevs Jesper Swedberg ända till 1937 års psalmbok. 1694 gav han den titelraden "Wår tijd är ganska flychtig här". Psalmen bearbetades 1979 av Karl-Gustaf Hildebrand till fem verser och nu anges att ursprunget är en sång, "Das alte Jahr ist nun dahin" av en okänd författare från 1582 vilken Swedberg översatte.
Psalmen börjar i 1695 års psalmbok med orden:
Wår tijd är ganska flychtig här
Thet förra åhr nu flutit är
Tonsättningen är en variant av Philipp Nicolais välkända "koralernas drottning" från 1599 som är mest bekant genom psalmen Var hälsad, sköna morgonstund. Enligt 1697 års koralbok användes samma melodi till Du morgonstjärna mild och ren (nr 131) och Vak upp, min själ, och var ej sen (nr 360).

## Publicerad som
- Nr 137 i 1695 års psalmbok under rubriken "Ny-Åhrs Psalmer".
- Nr 412 i 1819 års psalmbok med titelraden "Vår tid är ganska flyktig här", under rubriken "Med avseende på särskilda personer, tider och omständigheter: Årets början och slut: Nyårspsalmer".
- Nr 173 i Sionstoner 1935 med titelraden "Vår tid är ganska flyktig här", under rubriken "Nyår".
- Nr 466 i 1937 års psalmbok med titelraden "Vår tid är ganska flyktig här", under rubriken "Årsskifte".
- Nr 515 i Den svenska psalmboken 1986 under rubriken "Årsskifte".